# Новик, Максим Викторович
Максим Викторович Новик (род. 3 апреля 1970) — российский и литовский шахматист, гроссмейстер (2003).

## Биография
Родился в 1970 году в Ленинграде. Участник последнего, пятьдесят восьмого чемпионата СССР в 1991 году, проходившего в Москве. Победитель турниров в Дортмунде (1993), Берлине (1994), Оберварте (1994), Ювяскюля (Финляндия) (2001). Обладатель Кубка Санкт-Петербурга по быстрым шахматам в 2007 году. В 1994 году занял 2-е место в мировом студенческом чемпионате.
Участник крупных международных турниров в Москве (Мемориал Алехина 1992 года), Ювяскуля в 2002 году, Гран-При ФИДЕ в Дубае (ОАЭ) в 2002 году, в Новой Ладоге в 2003 году, Кубок Несиса в 2007 году в Киришах. В составе команды ELAI (г. Братислава) победитель командного чемпионата Словакии 1992/1993.
Тренер по шахматам в школе Александра Халифмана.
Максим женат, имеет сына Виктора. Владелец фирмы по торговле чаем.

## Изменения рейтинга
| Графики недоступны из-за технических проблем. См. информацию на Фабрикаторе и на mediawiki.org. |